# Grammy Latino de 2000
A 1.ª cerimônia anual do Grammy Latino foi realizada em 13 de setembro de 2000, no Staples Center, Los Angeles, Califórnia, Estados Unidos. Os grandes vencedores foram Luis Miguel, Santana e Maná com 3 prêmios; Juan Luis Guerra, Shakira, Fito Páez e Emilio Estefan Jr. receberam 2 prêmios cada.
Os vencedores foram escolhidos por membros votantes da Academia Latina a partir de uma lista de finalistas. A cerimônia inaugural foi transmitida ao vivo pela CBS naquele ano e foi vista em mais de 100 países ao redor do mundo. O programa de duas horas foi a primeira transmissão bilíngue a ser exibida na rede de televisão durante o horário nobre.

## Vencedores-gerais

### Gravação do Ano
"Corazón Espiñado" - Santana  e Maná
- "Dímelo" - Marc Anthony
- "Tiempos" - Rúben Blades
- "Livin' la vida loca" - Ricky Martin
- "Fruta Fresca" - Carlos Vives

### Álbum do Ano
Amarte es un placer - Luis Miguel
- Livro - Caetano Veloso
- MTV Unplugged - Shakira
- El Amor de Mi Tierra - Carlos Vives
- Ni Es Lo Mismo Ni Es Igual - Juan Luis Guerra

### Canção do Ano
"Dímelo" - Marc Anthony
- "O Tú o Ninguna" - Luis Miguel
- "Al Lado del Camino" - Fito Páez
- "Fruta Fresca" - Carlos Vives

### Artista revelação do ano
Ibrahim Ferrer
- Café Quijano
- Amaury Gutiérrez
- Ivete Sangalo
- Fernando Osorio

## Vencedores na Categoria Pop

### Performance Vocal Feminina de Pop do ano
"Ojos Así" - Shakira
- "Meu Erro" - Zizi Possi
- "Al Despertar" - Mercedes Sosa
- "Genio Atrapado" - Christina Aguillera
- "Llegar a ti" - Jaci Velásquez

### Performance Vocal Masculina Pop do Ano
"Tu Miranda" - Luis Miguel
- "Dímelo" - Marc Anthony
- "Quiéreme" - Alejandro Fernandéz
- "Bella" - Ricky Martin
- "Fruta Fresca" - Carlos Vives

### Performance Vocal Pop de dupla ou grupo do Ano
"Se Me Olvidó Otra Vez" - Maná
- "Miénteme" - Ketama
- "No me ames" - Jennifer Lopez e Marc Anthony
- "Santo, Santo" - Gloria Estefane Só Pra Contrariar
- "Cor do Amor" - Andreas Vollenweider e Milton Nascimento

### Performance Instrumental Pop do Ano
"El Farol" - Santana
- "El Despertar/Escándalo" - Raul di Blasio
- "Dois Córregos" - Ivan Lins
- "Oh Havana, When I Think of You" - Frankie Marcos e Arturo Sandoval
- "Luna Latina" - Nestor Torres

### Álbum Vocal Pop do Ano
Amarte es un placer - Luis Miguel
- Toma Ketama - Ketama
- MTV Unplugged (Maná) - Maná
- Vengo Naciendo - Pablo Milanés
- MTV Unplugged (Shakira) - Shakira

## Vencedores na Categoria Rock

### Performance Vocal Feminina de Rock do Ano
"Octavo Dia" - Shakira
- "Vete Destino" - Erica García
- "Algo Natural" - Alejandra Guzmán
- "Jugar a la Locura" - Rosario Flores
- "Como la Nada" - Cecilia Toussaint

### Performance Vocal Masculina de Rock do Ano
"Al Lado del Camino" - Fito Páez
- "El Extranjero" - Enrique Bunbury
- "Te Quiero Igual" - Andrés Calamaro
- "Bocanada" - Gustavo Cerati
- "Sweet Home Buenos Aires" - Charly García

### Grupo ou Dupla Vocal de Rock
"Corazón Espiñado" - Santana e Maná
- "Depende" - Jarabe de Palo
- "La Vida" - Los Fabulosos Cadillacs
- "Fin" - Jaguares
- "Aquí" - La Ley

### Canção de Rock do Ano
"Al Lado del Camino" - Fito Páez
- "Aquí" - La Ley
- "Fin" - Jaguares
- "Puente" - Gustavo Cerati
- "Sí Señor" - Control Machete

### Álbum de Rock do Ano
Revés/Yo Soy - Café Tacuba
- Bajo el Azul de Tu Misterio - Jaguares
- Leche - Illya Kuryaki and the Valderramas
- Uno - La Ley
- Abre (álbum) - Fito Páez

## Vencedores na Categoria Tropical

### Performance de Salsa do Ano
Celia Cruz and Friends: A Night of Salsa - Celia Cruz
- La Formula Original - Oscar D'Leon
- Llegó... Van Van: Van Van Is Here - Los Van Van
- Expresión - Gilberto Santa Rosa
- Son By Four - Son By Four

### Performance de Merengue do Ano
Ni Es Lo Mismo Ni Es Igual - Juan Luis Guerra
- Píntame - Elvis Crespo
- Masters of the Stage - Grupo Manía
- Bomba 2000 - Los Hermanos Rosario
- Olga Viva,Viva Olga - Olga Tañón

### Performance de Tropical Tradioocional do Ano
Mambo Birdland - Tito Puente
- En Sol Mayor - Joe Arroyo
- Cuba Linda - Cachao
- Buena Vista Social Club Presents Ibrahim Ferrer - Ibrahim Ferrer
- El Amor de Mi Terra - Carlos Vives

### Canção Tropical do Ano
prêmio para compositores
 "El Niágara en Bicicleta" - Juan Luis Guerra
Juan Luis Guerra, compositor
- "A Puro Dolor" - Son By Four

Omar Alfano, compositor
- "Da La Vuelta" - Marc Anthony

Emilio Estefan e Kike Santander, compositor
- "Fruta Fresca" - Carlos Vives

Martin Madera, compositor
- "No Me Dejes de Querer" - Gloria Estefan

Robert Blades, Emilio Estefan e Gloria Estefan, compositores

## Vencedores na Categoria Regional (Mexicana)

### Álbum Ranchero do Ano
Mi Verdad - Alejandro Fernández
- Consentida - Antonio Aguilar
- Por Mujeres Como Tú - Pepe Aguilar
- Vicente Fernández y los Más Grandes Éxitos de Los Dandy's - Vicente Fernández
- Si Me Conocieras - Nydia Rojas

### Banda Regional do Ano
Lo Mejor de Mi Vida - Banda El Recodo
- Esperando Un Ángel - Arkangel R-15
- Rancheras de Oro - Banda Machos
- Mil Gracias - Banda Maguey
- La Reina del Pueblo con Banda - Graciela Beltrán
- El Rey del Jaripeo - Joan Sebastian

### Álbum Grupero do Ano
En La Madrugada se Fue - Los Temerarios
- Tu Decisión - Ana Bárbara
- Morir de Amor - Conjunto Primavera
- Un Pedazo de Luna - Guardianes del Amor
- Momentos - La Mafia

### Álbum Texano do Ano
Por Eso Te Amo - Los Palominos
- Nadie Como Yo - David Lee Garza y Los Musicales
- Dulce Sensación - Stefani Montiel
- El Cazador - Bobby Pulido
- Amor, Familia y Respeto... - Abraham Quintanilla III e Kumbia Kings

### Álbum Nortenho do Ano
Herencia de Familia - Los Tigres del Norte
- ¡Oh! Que Gusto - Grupo Atrapado
- Contigo - Intocable
- Al Por Mayor - Los Tucanes de Tijuana
- La Leyenda Continúa... - Cornelio Reyna Jr. com Ramón Ayala e Sus Bravos del Norte

### Música Regional do Ano
Prêmio para compositores
 "Mi Verdad" - Alejandro Fernández
Kike Santander, compositor
- "El Carretonero" - Los Rieleros del Norte

Juan Carlos Medrano, compositor
- "Loco" - Alejandro Fernández

Jorge Massias, compositor
- "Me Estoy Acostumbrando a Ti" - Pepe Aguilar

Ricardo Ceratto, compositor
- "No Debes Llorar" - Los Cosmos

Edel Ramírez, compositor

## Vencedores na Categoria Tradicional

### Álbum de Folk do Ano
Misa Criolla - Mercedes Sosa
- Tierra de Nadie - Hevia
- Nocheros - Los Nocheros
- Os Amores Libres - Carlos Nuñéz
- Pacantó - Toto La Momposina

### Álbum de Tango do Ano
Postales del Alma - Lito Vitale e Juan Carlos Baglietto
- Bien de Arriba - Nestor Marconi Trio
- Eterno Buenos Aires - Rodolfo Mederos
- Nuevo Quinteto Real - Nuevo Quinteto Real
- Tangos de Terciopelo - Quinteto Argentino de Cuerdas

### Álbum de Flamenco do Ano
Paris 87 - Camarón e Tomatito
- Gitana Soy - Remedios Amaya
- De la Zambra al Duende... Un Homenaje - Juan Habichuela
- Lágrimas de Cera - Lebrijano
- Suena Flamenco - Miguel Poveda

## Vencedores na Categoria Jazz

### Álbum de Jazz do Ano
Vencedores:
Spain - Michel Camilo e Tomatito

Tropicana Nights - Paquito D'Rivera
- Las Tardecitas de Minton's - Adrian Iaies Trio
- Heart of a Legend - Arturo O'Farrill
- Latin Jazz Suite - Lalo Schifrin

## Vencedores na Categoria Regional Brasileira

### Álbum Brasileiro de Pop Contemporâneo do Ano
Crooner - Milton Nascimento
- Vô Imbolá - Zeca Baleiro
- Ana Carolina - Ana Carolina
- Puro Prazer - Zizi Possi
- Ivete Sangalo - Ivete Sangalo

### Melhor Álbum Brasileiro de Rock
Acústico MTV (Os Paralamas do Sucesso) - Paralamas do Sucesso
- Com Você... Meu Mundo Ficaria Completo - Cássia Eller
- Los Hermanos - Los Hermanos
- Só no Forévis - Raimundos
- Acústico MTV Legião Urbana - Legião Urbana

### Álbum Brasileiro de Samba/Pagode do Ano
Zeca Pagodinho ao Vivo - Zeca Pagodinho
- Claridade - Alcione
- Lusofonia - Martinho da Vila
- Tudo Azul - Velha Guarda da Portela
- Velha Guarda da Mangueira e Convidados - Velha Guarda da Mangueira

### Álbum de MPB do Ano
Livro - Caetano Veloso
- A Força Que Nunca Seca - Maria Bethânia
- O Sol de Oslo - Gilberto Gil
- Astronauta — Canções de Elis - Joyce
- Na Pressão - Lenine

### Álbum Brasileiro de Sertanejo do Ano
Sérgio Reis e Convidados - Sérgio Reis
- Zezé Di Camargo & Luciano - Zezé Di Camargo e Luciano
- Tempo - Leonardo
- Ao Vivo — A Majestade, o Sabiá - Roberta Miranda
- Nada Foi em Vão - Wilson & Soraya

### Álbum Regional ou de Raízes Brasileiras
Pixinguinha - Paulo Moura e os Batutas
- Tempo Destino: 25 Anos ao Vivo - Nilson Chaves
- Você Vai Ver o Que É Bom - Dominguinhos
- Sanfonemas - Toninho Ferragutti
- Carlos Malta e Pife Muderno - Carlos Malta e Pife Muderno

### Música Brasileira do Ano
prêmio para compositores
 "Acelerou" - Djavan
Djavan, compositor
- "A Força Que Nunca Seca" - Maria Bethânia

Chico César e Vanessa da Mata, compositores
- "Anna Júlia" - Los Hermanos

Marcelo Camelo, compositor
- "O Segundo Sol" - Cássia Eller

Nando Reis, compositor
- "Suave Veneno" - Nana Caymmi

Cristovão Bastos e Aldir Blanc, compositores

## Vencedores na Categoria Infantil

### Álbum Infantil do Ano
A Mis Niños de 30 Años - Miliki
José Morato e Oscar Gómez, produtores
- El Diario de Daniela - Daniela Luján

Alejandro Abaroa, produtor
- Ellas Cantan a Cri Cri - Vários Artistas

Chacho Gaytán, produtor
- Lullabies of Latin America: Canciones de Cuna de Latinoamerica - Maria del Rey

Maria del Rey, produtora
- Primavera - Eliana

Leandro Lehart, Lincoln Olivetti e João Plinta, produtores

## Vencedores na Categoria Clássico

### Álbum Clássico do Ano
La Dolores - Tomás Bretón - Antoni Ros Marbá, Elisabete Matos, Manuel Lanza, Plácido Domingo e Tito Beltrán
Michael Haas,produtor
- Música de Dos Mundos: Music From Two Worlds - Aldo Antognazzi,Paquito D'Rivera,Brenda Feliciano

Pablo Voitzuk e Diego Zapico, produtores
- Salmo de las Américas - José María Vitier

Enrique Pérez Mesa, produtor
- Sensamayá: The Music of Silvestre Revueltas - Esa-Pekka Salonen

David Mottley, produtor
- Twentieth Century Mexican Symphonic Music, Vol. 1 - Eduardo Diazmuñoz com La Filarmónica de la Ciudad de Mexico

Eduardo Diazmuñoz e Ana Lara, produtores

## Vencedores na Categoria Produção

### Prêmio
"Abre (canção)" - Fito Páez
Frank Filipetti, engenheriro
- Buena Vista Social Club Presents Ibrahim Ferrer - Ibrahim Ferrer

Jerry Boys, engenheiro
- João Gilberto Voz e Violão - João Gilberto

Moogie Canazio, engenheiro
- Ni Es Lo Mismo Ni Es Igual - Juan Luis Guerra

Carlos Álvarez, Mike Couzzi, Bolívar Gómez, Miguel Hernández, Luis Mansilla, Carlos Ordehl, Eric Ramos, July Ruiz e Eric Schilling, engenheiros
- Revés/Yo Soy - Café Tacuba

Joe Chiccarelli, engenheiros

### Produtor do Ano
Emilio Estefan Jr.
- Ry Cooder
- Rudy Perez
- K. C. Porter
- Caetano Veloso

## Vencedores na Categoria Clipe/Vídeo Musical

### Vídeo musical (curto) do Ano
"No Me Dejes de Querer" - Gloria Estefan
Douglas Friedman, produtor e Emilio Estefan Jr., produtor
- "La Vida" - Los Fabulosos Cadillacs

Jose Luis Garcia e Padula, produtores e Jose Luis Garcia, diretor
- "Aquí - La Ley"

Edy Enriquez, produtor; Beto Cuevas e Gustavo Garzón
- "No me ames" - Jennifer Lopez e Marc Anthony

Rhonda Vernet, produtor; Kevin Bray, diretor
- "Ojos Así" - Shakira

Nyenye Kitchings, produtor; Mark Kohr, diretor